# Escudo de Ibagué
El escudo de armas de Ibagué es el emblema heráldico que representa a la ciudad colombiana de Ibagué, en el departamento del Tolima. El blasón fue otorgado a la ciudad el 14 de octubre de 1888 por el alcalde de la ciudad.
El escudo, junto con la bandera y el himno, tienen el reconocimiento de símbolos oficiales del municipio. Además, el blasón como símbolo de la ciudad forma parte de la imagen institucional de la administración municipal, por lo cual está presente en los actos protocolarios, en la papelería oficial, en el mobiliario urbano y en las obras públicas.

## Blasonado
Escudo cortado y medio partido. Primero, consta el perfil del Nevado del Tolima coronado de plata. De él se desprende raudo y cargado de arenas áureas el Río Combeima. Segundo, en campo de gules una cruz de oro. Tercero, de color gualdo, enlazadas dos manos, blanca y fina la una, morena y curtida la otra. Como soporte del escudo y detrás del mismo, un par de lanzas y un par de arcabuces cruzados.

## Historia
Durante el periodo colonial español, nunca le fue conferida a la ciudad un blasón propio, pese a las numerosas y valerosas batallas libradas en su territorio. Tal situación se mantuvo así hasta el 13 de marzo de 1851, cuando fue traslada la capital de la provincia de Mariquita a Ibagué. Es entonces cuando la ciudad adopta como suyo el que fuera escudo de armas del Estado Libre de Mariquita, decretado el 7 de diciembre de 1815.
El 12 de abril de 1861 son erigidas las provincias de Mariquita y Neiva en una sola entidad federal, el Estado Soberano del Tolima. Dicho estado adoptó su propio escudo, y más tarde en 1886 cuando se convirtió en el hoy departamento, adoptó las armas de Mariquita de 1815 como propias. Es así como la ciudad de Ibagué y el departamento del Tolima permanecieron con las mismas insignias hasta 1888, cuando le fueron conferidas unas propias en conmemoración del aniversario de la fundación de la ciudad.

## Diseño y significado de los elementos

Escudo de Ibagué según la descripción de José Domingo Arias Bernal.

El escudo de la ciudad consta de los siguientes elementos, con su correspondiente significado, según la descripción de José Domingo Arias Bernal realizada en 1944:

La Corona Imperial de Isabel la Católica y Grande, la gestora de la Nueva Era, cubre y resguarda amorosa los cuarteles, la franja y los emblemas. Así se quiso significar que el territorio pertenecía a Castilla.

En la franja, sobre fondo verde para indicar la feracidad de las tierras de ensueño, sobre el confín emerge majestuoso el Nevado cono del pico del Tolima, el cual parece taladrar los cielos y despreciar los más altos picos que a sus pies se inclinan.
De él se desprende raudo y cargado de arenas áureas el rumboso Río Combeima, para morir lejos, en el río magno de nuestra patria. Los cuarteles dibujados en rojo y gualda, ostentan los símbolos de la bandera invicta de los tercios que vencieron la quimera e hicieron posible la ilusión.
En ellos se destaca el rojo de la epopeya y el amarillo de todas las riquezas. La púrpura de los arreboles cansados y el gualda de los trigos dormidos. En uno de ellos, la cruz estilizada del misionero, quiere amparar las excelsitudes, recordando que la empresa fue de rendición, de fe, de mística sublime.
En el otro, dos manos, blanca y fina la una, morena y curtida la otra, se enlazan para significar alianza para la lucha en las personas del Duque de Gandía, grande de España, noble por sus fastos y, la de don Baltasar el indiano denodado y de fiereza apocalíptica. También embleman la alianza de dos razas, de dos sangres, de dos comarcas. Fuertemente unidas, interpretarían hoy el símbolo de una nacionalidad que quiere como hijos a los nacidos en todas las comarcas de Colombia.
Para significar que la lucha fue recia, las lanzas, emblema de las armas terrígenas, se enlazan con los arcabuces flamígeros que rindieron a su fuerza los imperios.

Y el manto imperial, armiño y oro, como encerrándolo todo, representa el sentido afecto de la corona, por su ciudad ultramarina. Y como divisa, el nombre de la ciudad y la cierta fecha de su fundación.

Según el modelo usado por la alcaldía, el escudo tendría por timbre una corona ducal y contenido en un pergamino. Sin embargo, la descripción suministrada por la misma entidad considera que el escudo posee por timbre una corona imperial (o real) y está contenido dentro de un manto, junto con una divisa que diría el nombre de la ciudad y la fecha de su fundación.